# Hohenegg (Grünenbach)
Hohenegg (westallgäuerisch: Honeg) ist ein Gemeindeteil der Gemeinde Grünenbach im bayerisch-schwäbischen Landkreis Lindau (Bodensee).

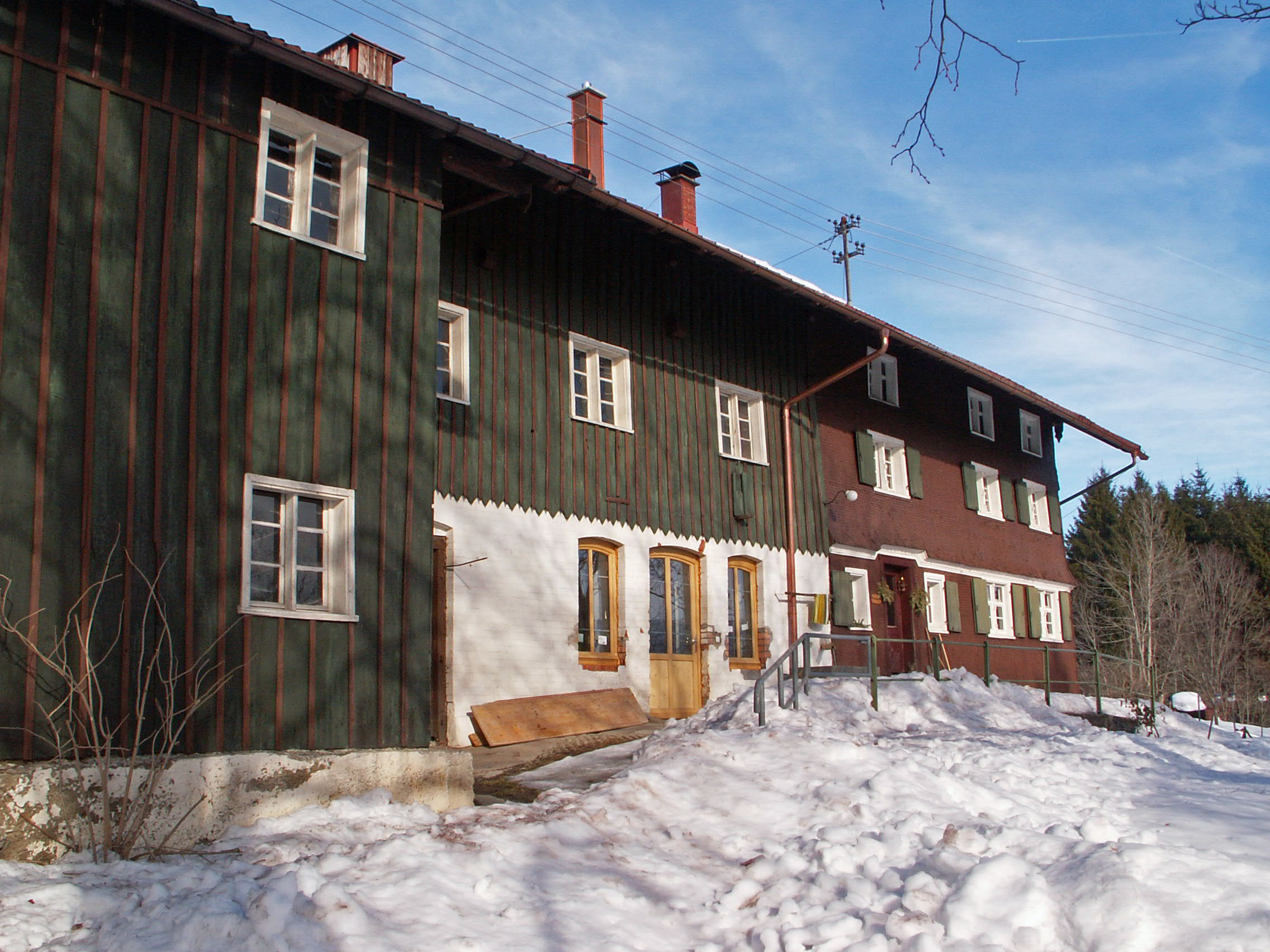
Baudenkmal Hohenegg No. 4

## Geographie
Der Weiler liegt circa drei Kilometer östlich des Hauptorts Grünenbach und zählt zur Region Westallgäu. Der Ort befindet sich auf der Südwestflanke des Ibergs.

## Ortsname
Der Ortsname setzt sich aus dem Adjektiv hoch sowie dem Grundwort -egg für herausragende Anhöhe, Fels – oft für Burgennamen verwendet – zusammen. Somit bedeutet der Ortsname (Schloss auf einem) hoch gelegenen Felsen.

## Geschichte
Hohenegg wurde erstmals im Jahr 1171 mit der gleichnamigen Burg im Ort urkundlich erwähnt. Um 1525 wurde die Burg Hohenegg im Bauernkrieg zerstört. 1792 fand die Vereinödung in Hohenegg statt. Der Ort gehörte einst der Herrschaft Hohenegg und ab 1806 der Gemeinde Ebratshofen an.

## Baudenkmäler
Siehe: Liste der Baudenkmäler in Hohenegg

## Persönlichkeiten
- Horst Stern (1922–2019), deutscher Wissenschaftsjournalist, Filmemacher und Schriftsteller, lebte ab den 1970er-Jahren in Hohenegg[4]